# Osea (carte)
Osea (הושֵעַ) este o carte din Vechiul Testament atribuită profetului Osea.
Aceasta este prima carte din colecția de scrieri a prorocilor mici, colecție cu care se încheie Vechiul Testament, așa cum îl avem noi. Ea provine din sec. al 8-lea î.d.Cr.
Osea, al cărui nume înseamnă „Dumnezeu mântuiește", fiul lui Beer, a trăit in regatul de nord (Israel) și și-a exercitat mandatul profetic între anii 750 și 730 î. H., fiind contemporan cu Amos, profetul din regatul de sud. Spre deosebire însă de acesta, el era un om cultivat, familiar cu casta preoțească și cu teologia vremii.
Contextul general în care profetul a fost chemat să intervină sub autoritatea lui Dumnezeu, să scuture conștiințele și să anunțe iminența unei catastrofe dacă între timp nu intervine, neapărat, pocăința, era perioada domniei lui Ieroboam al II-lea (783-743), când regatul Israel trecea printr-o gravă criză politică și morală. Deși regele restabilise hotarele legitime ale țării, el totuși nu avea autoritatea de a stăvili invazia idolatriei care se întindea ca o pecingine și afecta o bună parte a populației. În același timp, moravurile clasei conducătoare se degradau vertiginos, iar dregătorii deveneau asupritori. Înșiși preoții au căzut pradă viciilor și au provocat deruta poporului. 
Dumnezeu i-a poruncit lui Osea să se căsătorească cu o prostituată, cu care a avut apoi doi copii, care au purtat la rândul lor stigmatul mamei. După un timp, profetul a primit porunca să contracteze o a doua căsătorie, tot cu o femeie de moravuri ușoare.
Se consideră că, prin aceste două experiențe de viață, Osea a devenite primul profet care a lansat alegoria mariajului dintre Iahve și fiii lui Israel. Pentru că aceștia din urmă se prostituau cu „dumnezei străini", adică cu zeitățile cultelor idolatre, ei au stârnit o adevărată și cumplită gelozie a Soțului înșelat, care S-a mâniat, S-a răzbunat, a pedepsit, a avertizat, a suferit, dar al cărui singur sentiment adevărat și constant era marea Sa iubire față de soția infidelă. 